# مثابر (الشرية)

تعديل مصدري - تعديل

مثابر هي إحدى قرى عزلة آل غنيم بمديرية الشرية التابعة لمحافظة البيضاء، بلغ تعداد سكانها 321 نسمة حسب تعداد اليمن لعام 2004.